# 金属ヒューム熱

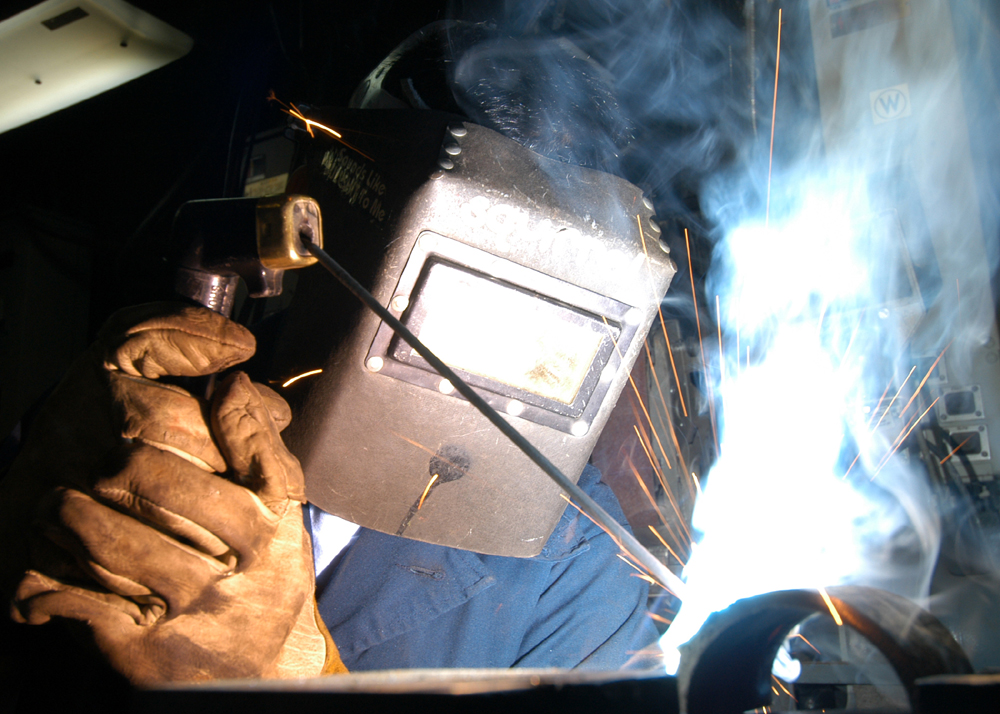
金属ヒューム（金属蒸気）が出ている煙

金属ヒューム熱（きんぞくヒュームねつ、metal fume fever）とは、金属ヒュームと呼ばれる金属蒸気の凝集物を吸入することにより発生する症状であり、いわゆる職業性疾病に分類される。酸化亜鉛ヒューム、酸化銅ヒュームによるものが多い。
一般的な症状としては、咳・胸部圧迫感・口渇・知覚異常・発熱などがある。
鉛、水銀、カドミウムを含むヒュームでは、肺水腫になることもある。治療は安静、解熱剤の投与、酸素吸入などの対症療法が中心である。金属の種類によってはキレート剤を投与することもある。